# Mesoleptidea melanobasis
Mesoleptidea melanobasis är en stekelart som först beskrevs av Joseph Kriechbaumer 1896.  Mesoleptidea melanobasis ingår i släktet Mesoleptidea och familjen brokparasitsteklar. Inga underarter finns listade i Catalogue of Life.